# Unión Cívica Radical (Chile)
La Unión Cívica Radical (UCR) fue un partido político chileno de muy escasa significación, existente entre 1985 y 1987.

## Historia
Agrupaba a radicales de derecha y antiguos militantes de la Democracia Radical y el Movimiento de Unidad Radical, liderados por el militar en retiro Juan Carlos Stack. Se definía como radical y de oposición a la dictadura militar, no obstante reconociendo la validez de la Constitución de 1980. Aspiraba a la creación de un Partido Radical nacional y sin elementos marxistas.
El partido se abocó en diciembre de 1985, junto a otros movimientos y partidos políticos, al estudio y análisis del Anteproyecto de Ley Orgánica Constitucional de Elecciones. El 31 de enero de 1986 constituyó el Frente Democrático de Concordia (Fredeco) junto al Movimiento Social Cristiano, la Democracia Radical, el Partido Democrático Nacional (facción de Apolonides Parra), el Partido Democracia Social, el Movimiento Obrero Socialdemócrata, el Movimiento Javiera Carrera y el Centro Cívico Arturo Matte. El 7 de mayo de 1986 formó el  Frente Democrático Unitario junto al Frente Nacional de Organizaciones Autónomas de Chile (Frenao) y la Confederación General de Trabajadores.
Se autodisolvió el 5 de mayo de 1987, mediante una declaración pública, sin fusionarse formalmente con otro partido. Parte de sus miembros se integraron a la Democracia Radical.